# Jakub Klepiš
Jakub Klepiš  (* 5. Juni 1984 in Prag, Tschechoslowakei) ist ein tschechischer Eishockeyspieler, der seit September 2022 bei den Rytíři Kladno in der tschechischen Extraliga unter Vertrag steht.

## Karriere
Jakub Klepiš begann seine Karriere in der Jugend des HC Slavia Prag, mit dem er 2001 tschechischer U18-Meister wurde. Anschließend spielte er ein Jahr bei den Portland Winter Hawks, die ihn beim CHL Import Draft 2001 in der ersten Runde als insgesamt 37. Spieler ausgewählt hatten, in der kanadischen Juniorenliga Western Hockey League, danach kehrte er zurück in seine Heimat zum HC Slavia Prag. Beim NHL Entry Draft 2002 wurde Klepis als 16. in der ersten Runde von den Ottawa Senators ausgewählt (gedraftet).

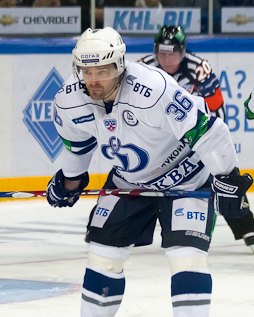
Jakub Klepiš im Trikot des OHK Dynamo (2011)

Ohne ein einziges NHL-Spiel bestritten zu haben, wurde Jakub Klepiš 2003 zu den Buffalo Sabres im Tausch mit Václav Varaďa und am 9. März 2004 für Mike Grier zu den Capitals transferiert. Doch auch dort wurde er zunächst nur bei deren Farmteams, den Portland Pirates und den Hershey Bears, in der AHL eingesetzt. Die Saison 2005/06 sollte dann schließlich zu seiner bisher erfolgreichsten werden: Neben seinen ersten NHL-Einsätzen für Washington gewann Klepis mit den Hershey Bears den Calder Cup und damit die Meisterschaft der AHL. Auch in der Saison 2006/07 kam der Tscheche sowohl in der NHL als auch in der AHL zum Einsatz. Während seiner Zeit in der National Hockey League hat er insgesamt 66 Spiele für die Washington Capitals absolviert. Mitte der Saison 2007/08 wechselte er dann wieder in seine Heimat und spielte für den HC Slavia Prag.

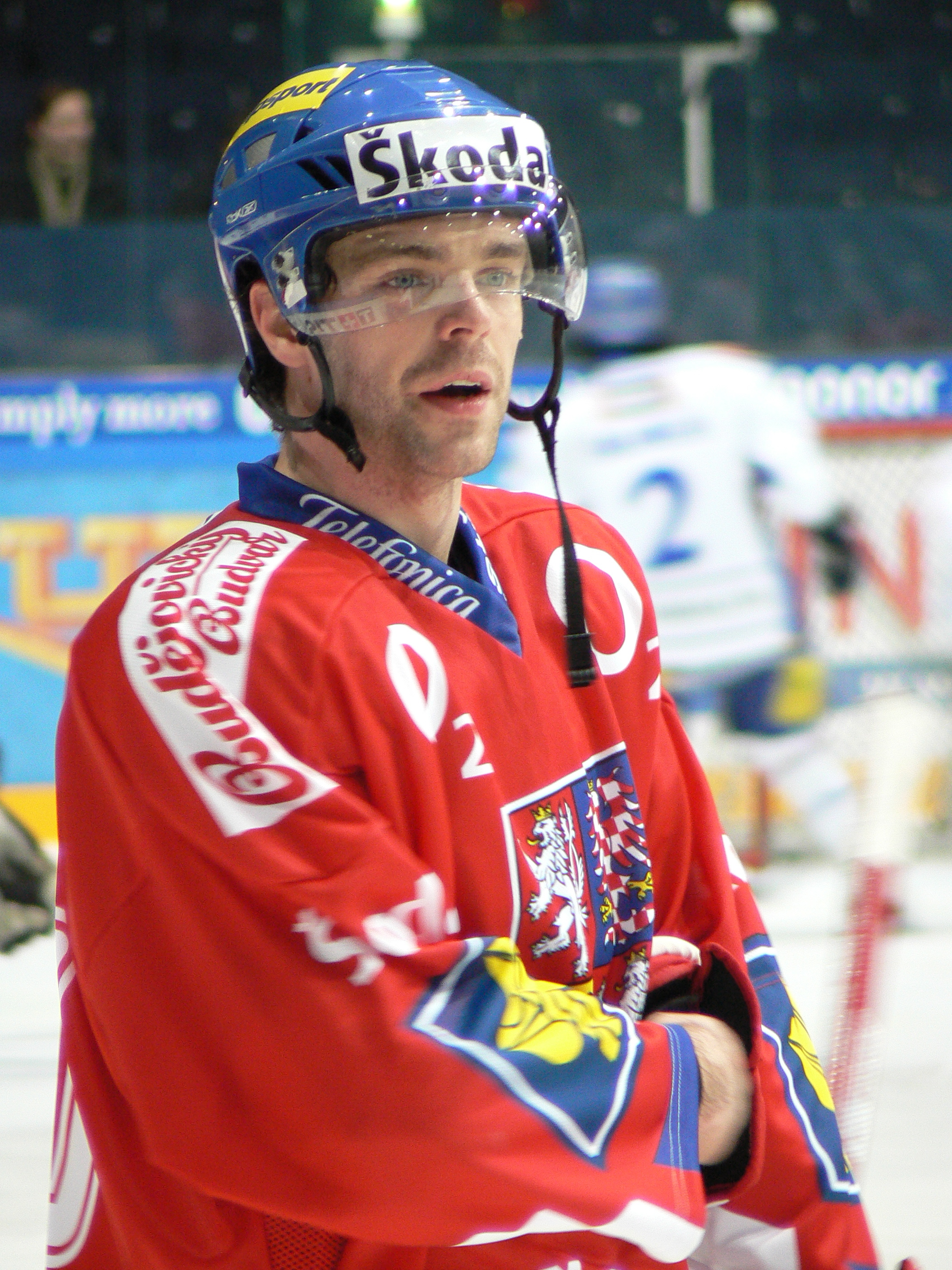
Jakub Klepiš bei den LG Hockey Games 2008

Zwischen 2008 und 2010 stand Jakub Klepiš beim HK Awangard Omsk in der KHL unter Vertrag, bevor er im Juli 2010 innerhalb der Liga zu Salawat Julajew Ufa wechselte, mit dem er in der Saison 2010/11 den Gagarin Cup gewann. In der Saison 2011/12 erzielte er in 15 Spielen drei Tore und zwei Vorlagen für Ufa, ehe sein Vertrag im Oktober 2011 aufgelöst wurde. Anschließend wurde er von Ufa auf die Waiver-Liste gesetzt und konnte binnen 48 Stunden von anderen KHL-Teams ausgewählt werden. Nachdem er zunächst von Metallurg Nowokusnezk ausgewählt worden war, transferierte ihn die Mannschaft Stunden später gegen ein Erstrundenwahlrecht für den KHL Junior Draft zum OHK Dynamo. Mit Dynamo gewann er am Saisonende erneut den Gagarin Cup, ehe er im Mai 2012 zum neuen KHL-Teilnehmer HC Lev Prag wechselte. Mit Lev Prag erreichte er 2014 das Play-off-Finale der KHL. Nach diesem Erfolg wurde sein Vertrag nicht verlängert und Jakub Klepiš wechselte zum Färjestad BK aus der Svenska Hockeyligan.
Ab November 2014 stand er beim HC Oceláři Třinec in Tschechien unter Vertrag und erreichte mit diesem am Saisonende das Play-off-Finale der Extraliga, in dem das Team aus Třinec dem HC Litvínov mit 2:4-Siegen unterlag. Im Dezember 2015 wurde Klepiš an den BK Mladá Boleslav abgegeben, für den er bis 2020 in der Extraliga spielte. Anschließend folgten jeweils eine Saison beim  HC Kometa Brno und den Bílí Tygři Liberec, ehe er im September 2022 vom Aufsteiger Rytíři Kladno verpflichtet wurde.

### International
Für Tschechien nahm Klepiš im Juniorenbereich an der U18-Weltmeisterschaft 2002, als die Bronzemedaille gewonnen wurde, und den U20-Weltmeisterschaften 2003 und 2004 teil.
Mit der tschechischen Herrenauswahl spielte er bei den Weltmeisterschaften 2008, 2009, 2010, als das Team Weltmeister wurde, 2014 und 2015.

## Erfolge und Auszeichnungen
| - 2001 Tschechischer U18-Meister mit dem HC Slavia Prag - 2002 CHL Top Prospects Game - 2003 Tschechischer Meister mit dem HC Slavia Prag - 2006 Calder-Cup-Gewinn mit den Hershey Bears - 2008 Tschechischer Meister mit dem HC Slavia Prag | - 2009 KHL All-Star Game - 2011 Gagarin-Pokal-Gewinn mit Salawat Julajew Ufa - 2012 Gagarin-Pokal-Gewinn mit dem OHK Dynamo - 2015 Tschechischer Vizemeister mit dem HC Oceláři Třinec |

### International
- 2002 Bronzemedaille bei der U18-Junioren-Weltmeisterschaft
- 2010 Goldmedaille bei der Weltmeisterschaft

## Karrierestatistik
(Legende zur Spielerstatistik: Sp oder GP = absolvierte Spiele; T oder G = erzielte Tore; V oder A = erzielte Assists; Pkt oder Pts = erzielte Scorerpunkte; SM oder PIM = erhaltene Strafminuten; +/− = Plus/Minus-Bilanz; PP = erzielte Überzahltore; SH = erzielte Unterzahltore; GW = erzielte Siegtore; 1 Play-downs/Relegation; Kursiv: Statistik nicht vollständig)